# Randaberg
Randaberg è un comune norvegese della contea di Rogaland. Da qui partirà il tunnel sottomarino Rogfast che la collegherà a Bokn passando sotto il Boknafjord.